# Franc Kramberger
Pour les articles homonymes, voir Kramberger.
Franc Kramberger, né le 7 octobre 1936 à Lenart (Yougoslavie, aujourd'hui Slovénie), est un prélat catholique slovène.

## Biographie
Ordonné prêtre le 29 juin 1960, il enseigne au Séminaire de Maribor de 1965 à 1972, puis à la faculté de théologie de Ljubljana à partir de 1974. Le 6 novembre 1980, il est nommé évêque de Maribor par Jean-Paul II. Il devient le premier archevêque de Maribor lorsque le diocèse est élevé au rang d'archidiocèse (2006). 
À ce poste, il conduit une politique économique risquée qui met en péril les finances de l'archidiocèse. En 2009, le pape Benoît XVI nomme l'ancien évêque auxiliaire Anton Stres coadjuteur de Maribor pour épauler Kramberger. Celui-ci remet sa démission le 3 février 2011.